# Frankenbergerius forcipatus
Frankenbergerius forcipatus är en skalbaggsart som beskrevs av Edgar von Harold 1880. Frankenbergerius forcipatus ingår i släktet Frankenbergerius och familjen bladhorningar. Inga underarter finns listade i Catalogue of Life.